# Позиции в бейсболе

Позиции в бейсболе

Правилами бейсбола предполагается поочередная игра команд-соперниц в атаке и в защите. Под позицией обычно понимают позицию игрока, которую он занимает на поле в момент, когда его команда защищается. В этот момент защищающаяся команда представлена на поле 9 игроками.
Положение каждого игрока на поле не является строго фиксированным и может несколько меняться в зависимости от текущей игровой ситуации (исключениями являются позиции питчера и кэтчера).

## Позиции
Для удобства в системе бейсбольной нумерации каждой позиции присвоен номер.Выделяют 9 позиций:
1. Питчер (P) - игрок, который бросает мяч с питчерской горки к дому, где его ловит кэтчер. Считается важнейшей позицией на поле.
2. Кэтчер (C) - игрок, находящий за домом и принимающий подачи питчера. Важная позиция, требующая не только персональных навыков игрока, но и согласованности действий с питчером.
3. Игрок первой базы (1B) - позиция возле первой базы.
4. Игрок второй базы (2B) - позиция между первой и второй базами.
5. Игрок третьей базы (3B) - позиция возле третьей базы.
6. Шорт-стоп (SS) - позиция между второй и третьей базами.
7. Левый филдер (LF) - игрок занимающий позицию в левой части поля.
8. Центральный филдер (CF) - игрок занимающий позицию в центральной части поля.
9. Правый филдер (RF) - игрок занимающий позицию в правой части поля.

На бейсбольном поле принято выделять две основные части:
- Инфилд (англ. infield) - область, ограниченная ромбом и его границей.
- Аутфилд (англ. outfield) - остальная (внешняя по отношению к инфилду) часть поля.

Исходя из этого, игроков первой, второй и третьей баз, а также шорт-стопа относят к инфилдерам. Левый, правый и центральный филдеры составляют группу аутфилдеров.

## Особенности
Природа игрового процесса предполагает выполнение различных для каждой позиции игровых задач. Как следствие, для каждой позиции требуется набор определенных специфических навыков.
Принято считать, что наиболее легкой (наименее требовательной с точки зрения навыков) для игры позицией является позиция игрока первой базы. Наиболее сложной - позиция питчера. 
В полном виде градация сложности (англ. defensive spectrum) игры в защите выглядит так:
Игрок первой базы • Левый филдер • Правый филдер • Игрок третьей базы • Центральный филдер • Игрок второй базы • Шорт-стоп • Кэтчер • Питчер
Предполагается, что позиции, находящиеся в списке левее, являются менее требовательными с точки зрения наличия специфических навыков, чем позиции, находящиеся в этом ряду правее.
Фактически, позиции питчера и кэтчера требуют уникальных навыков - их занимают только игроки данных амплуа. Игроки других "специализаций" могут занимать эти позиции лишь в исключительных случаях (например в случае травмы при отсутствии замен).
В то же время позиции в левой части ряда, как правило, занимают игроки, не обладающие хорошими защитными навыками, но представляющие для команды большую ценность в качестве игроков атаки.